# Erica axillaris
Erica axillaris är en ljungväxtart som beskrevs av Carl Peter Thunberg. Erica axillaris ingår i släktet klockljungssläktet, och familjen ljungväxter. Inga underarter finns listade i Catalogue of Life.